# La Revanche de Freddy
Série Freddy
Les Griffes de la nuit
(1984) Les Griffes du cauchemar
(1987)
Pour plus de détails, voir Fiche technique et Distribution.

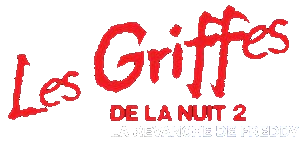
Logo québécois du film.

La Revanche de Freddy ou Les Griffes de La Nuit 2 : La Revanche de Freddy au Québec (A Nightmare On Elm Street Part 2: Freddy's Revenge) est un film d'horreur américain réalisé par Jack Sholder et sorti en 1985.
Il s'agit du deuxième volet de la série de films slasher, Freddy. Il fait suite aux Griffes de la nuit (1984). Malgré des critiques mitigées, ce second film rencontre un succès commercial. La franchise se poursuivra ainsi avec Les Griffes du cauchemar (1987).
Le film débute alors que la famille Walsh emménage dans la maison du 1428 Elm Street. À peine installés, Jesse, l'ainé des enfants, expérimente de terrifiants cauchemars tandis que des phénomènes étranges se produisent autour de lui. Fred Krueger semble avoir survécu ayant à dessein de posséder le corps de Jesse pour commettre de nouveaux meurtres.

## Synopsis
Cinq ans sont passés depuis les meurtres de Elm Street. Les Walsh, s'installent dans l'ancienne résidence des Thompson. 
Le fils, Jesse, qui occupe l'ancienne chambre de Nancy est rapidement victime de cauchemars répétés dans lesquels, un homme armé de lames à sa main le persécute.
Lisa, une voisine avec laquelle il se rend au lycée et qui s'amourache de Jesse, s'avère très sensible aux tourments de Jesse. Elle recueille un journal intime ayant appartenu à Nancy. En le consultant, ils apprennent l'existence de Freddy Krueger. 
Krueger, dans un premier temps, semble jouer avec Jesse auquel il fait comprendre qu'il souhaite tuer par l'intermédiaire de son corps.
Lisa qui enquête de son côté sur Krueger, parvient à découvrir que le tueur travaillait dans une centrale thermique. Elle y conduit Jesse afin de déclencher une réaction chez lui.
Plus tard, Jesse commence à commettre ses premiers crimes en assassinant tour à tour son professeur de gym, et son plus proche ami.
Krueger resurgit de nouveau lors d'une fête organisée par Lisa. Elle parvient à lui échapper en réveillant la partie toujours consciente de Jesse. Le tueur disparait après avoir assassiné quelques adolescents. Lisa le poursuit en se rendant dans la centrale. Elle le retrouve et implore à Jesse d'user de ses forces pour reprendre le dessus sur Freddy. Elle l'embrasse et ce dernier s'embrase. Jesse émerge de la carcasse carbonisée du tueur.
Le film se conclut avec Jesse et Lisa à bord du bus scolaire reprenant le chemin du lycée. Freddy réapparait en transperçant la poitrine d'une adolescente sous les cris horrifiés des élèves du bus.

## Fiche technique
Sauf indication contraire, les informations mentionnées dans cette section peuvent être confirmées par la base de données cinématographiques IMDb,  présente dans la section « Liens externes ».
- Titre original : A Nightmare On Elm Street Part 2: Freddy's Revenge
- Titre français : La Revanche de Freddy
- Titre québécois : Les Griffes de La Nuit 2 : La Revanche de Freddy
- Réalisation : Jack Sholder
- Scénario : David Chaskin, d'après les personnages créés par Wes Craven
- Musique : Christopher Young
- Montage : Bob Brady et Arline Garson
- Photographie : Jacques Haitkin et Christopher Tufty
- Montage : Bob Brady et Arline Garson
- Maquillages : Kevin Yagher
- Costumes : Gail Viela
- Production : Robert Shaye
- Sociétés de production : New Line Cinema, Heron Communications, Smart Egg Pictures, Second Elm Street Venture et Media Home Entertainment
- Sociétés de distribution : Marga Films (France), New Line Cinema (États-Unis), Warner Bros Pictures (Quebec)
- Budget : 3 000 000 $[1]
- Format : Couleurs - 1,85:1 - son mono -  35 mm
- Langue originale : anglais
- Pays d'origine :  États-Unis
- Durée : 85 minutes
- Genre : horreur (type slasher), fantastique
- Dates de sortie[2] :
  - États-Unis : 1er novembre 1985
  - France : 26 février 1986
  - Québec : 31 Octobre 2001 (VHS & DVD)
- Interdit aux moins de 12 ans lors de sa sortie en France

## Distribution
Légende: Doublage français de 1986 / Doublage québécois de 2001
- Mark Patton (VF : Vincent Ropion) (VQ  : Gilbert Lachance) : Jesse Walsh
- Kim Myers (VF : Séverine Morisot) (VQ  : Aline Pinsonneault) : Lisa Webber
- Robert Englund (VF : Henry Djanik) (VQ  : Éric Gaudry)  : Freddy Krueger
- Robert Rusler (VF : Bernard Gabay) (VQ  : François Godin) : Ron Grady
- Clu Gulager (VF : Sady Rebbot) (VQ  : Ronald France) : Ken Walsh
- Hope Lange (VF : Marion Game) (VQ  : Isabelle Miquelson) : Cheryl Walsh
- Marshall Bell (VF : Jean-Pierre Leroux) (VQ  : Yves Corbeil) : Coach Schneider
- Christie Clark  (VQ  : Elisabeth Lenormand) : Angela Walsh
- Tom McFadden (VQ  : Raymond Bouchard) : Eddie Webber
- Melinda O. Fee ( VQ : Christine Bellier) : Mme Webber
- Sydney Walsh (VQ  : Violette Chauveau) : Kerry Hellman
- Edward Blackoff  ( VQ  : Pierre Auger) : M. Able le professeur de biologie
- Lyman Ward  (VQ  : Mario Desmarais) : M. Grady
- Donna Bruce : Mme Grady
- Allison Barron (VF : Marie-Laure Beneston) (VQ  : Anne Bédard) : une étudiante dans le bus
- Robert Shaye : le gérant du bar SM (caméo[3])

## Production

### Genèse et développement
Rapidement après la sortie et le succès commercial du premier film sorti en 1984, une suite est mise en chantier par New Line.
Le scénariste Leslie Bohem (en) présente quelques ébauches et idées de scénario ayant pour thèmes la grossesse et la possession. Leslie Bohem admet avoir voulu rendre hommage au film Rosemary's Baby (1968) réalisé par Roman Polanski. Il imagine une intrigue avec une nouvelle famille qui viendrait s'installer dans l'ancienne maison des Thompson. Cette famille, qui aurait été composée d'un adolescent, de sa mère enceinte et de son beau-père aurait été témoin de la possession de la mère par Krueger et du contrôle de son fœtus. Cependant, l'idée fut rejetée, notamment en raison de la grossesse au même moment, de Sara Risher, l'une de dirigeante du studio.
David Chaskin est embauché pour développer un nouveau scénario. Chaskin conservera l'idée de la possession. Les idées qui concernaient la grossesse seront réutilisées pour le 5e volet de la franchise, L'Enfant du cauchemar, écrit par Leslie Bohem.
Le producteur Robert Shaye proposa la réalisation à Wes Craven mais ce dernier refusa car il n'aimait pas le scénario et le concept de personnes possédées, qu'il trouve "ridicule". Par ailleurs, il n'apprécie pas l'idée que Freddy puisse interagir avec des personnages vivants dans le monde réel (Cf. scène de la piscine) diminuant, selon lui, la portée horrifique du personnage.
Même s'il ne participe pas au film, Craven fait quelques suggestions au scénariste David Chaskin dont celle de se concentrer davantage sur Lisa (les premiers jets du script étant essentiellement focalisés sur le personnage de Jesse).

### Attribution des rôles
Afin de faire des économies, New Line refusa l'augmentation de salaire demandée par l'acteur Robert Englund, interprète de Freddy. Une doublure cascade est alors envisagée pour se glisser sous le maquillage de Freddy Krueger. Le studio souhaite ainsi s'inspirer d'autres franchises du genre slasher comme Vendredi 13 et Halloween desquelles les personnages masqués de Jason Voorhees et Michael Myers sont incarnés par des acteurs différents. Mais à la suite de deux semaines de tournage, le producteur, Robert Shaye n'apprécie pas les rendus et accepte d'augmenter le salaire d'Englund.
Kim Myers, qui fait ici ses débuts au cinéma, est choisie pour sa ressemblance avec Meryl Streep.
Michael J. Fox avait lui été envisagé pour incarner le personnage de Jesse Walsh. Il est cependant indisponible, occupé par les tournages de Retour vers le futur et Teen Wolf (1985). Brad Pitt, John Stamos ou encore Christian Slater auditionnent également pour le rôle, qui revient finalement à Mark Patton qui avait déjà passé les castings du premier film.
Le producteur du film Robert Shaye voulait incarner lui-même le personnage de Grady, mais le réalisateur Jack Sholder le convainquit de ne pas le faire. Robert Shaye fit cependant un cameo dans le rôle d'un gérant de bar SM.

### Tournage
Le tournage a lieu de juin à août 1985. Il se déroule en Californie, notamment à Los Angeles (Hollywood, lycée Charles Evans Hughes Jr. à Woodland Hills, Fontana, North Hollywood), et ses allentours (Palmdale, Pasadena).
Pour le maquillage de Freddy Krueger, Kevin Yagher succède David B. Miller, pris par les films Cocoon et Les Aventuriers de la 4e dimension. Il affine le design du tueur en s'inspirant de personnes brûlées. Kevin Yagher avouera plus tard qu'il est déçu par la fin du film.

### Musique
Bandes originales de Freddy
Les Griffes de la nuit
(1984) Les Griffes du cauchemar
(1987)
La musique du film est composée par Christopher Young, qui succède à Charles Bernstein. On peut également entendre dans le film les chansons Did You Ever See a Dream Walking? de Bing Crosby, Touch Me (All Night Long) de Fonda Rae, Whisper to a Scream de Bobby Orlando, On the Air Tonight de Willy Finlayson, Moving in the Night de Skagerack, You Can't Hide from the Beast Inside de Autograph  ou  encore Terror in My Heart de The Reds.
Liste des titres
1. Main Title - 2:30
2. ... And Leave The Driving To Us - 2:00
3. Furnace Flare-Up - 2:14
4. Kissing Freddy On The Catwalk - 3:18
5. Chest-Burster - 3:50
6. Jump Rope - 1:42
7. Fire Bird - 3:12
8. Dream Heat - 1:10
9. Necromancer's Spell - 2:27
10. "Kill For Me" - 2:38
11. Sports Attack / Threatening Angela - 2:35
12. Freed Of Her - 1:38
13. Snake-In-The-Class - 0:50

## Accueil

### Critique
Le film reçoit des critiques plutôt négatives. Sur l'agrégateur américain Rotten Tomatoes, il récolte 43% d'opinions favorables pour 30 critiques et une note moyenne de 5,10⁄10. Le consensus du site est le suivant : « Un sous-texte intrigant de sexualité refoulée donne une certaine texture au film, mais le cauchemar perd son avantage dans une suite qui manque de performances convaincantes ou de frayeurs mémorables ». Sur Metacritic, il obtient une note moyenne de 43⁄100 pour 6 critiques.
Robert Englund avouera que c'est le film qu'il aime le moins dans la franchise Freddy, car il ne respecte selon lui pas certains éléments du premier film. Certains fans seront également déroutés par la scène de la piscine dans laquelle Freddy n'attaque plus seulement les gens dans leur sommeil (c'est d'ailleurs le seul film de la saga où cela se produit).

### Box-office
Le film rencontre le succès en récoltant 29 999 213 $ rien qu'aux États-Unis, pour un budget de 3 millions de dollars. Cette suite dépasse ainsi les 25,5 millions de dollars du premier film. La Revanche de Freddy est par ailleurs le 48e meilleur film au box-office nord-américain de 1985.
En France, le film enregistre 473 412 entrées, un résultat assez proche des 465 864 entrées du premier film.

## Distinctions
Le film ne reçoit qu'une seule nomination, dans la catégorie du meilleur film d'horreur aux Saturn Awards 1986.

## Commentaires

### Clins d’œil
Sauf indication contraire, les informations mentionnées dans cette section peuvent être confirmées par le générique de fin de l'œuvre audiovisuelle présentée ici, ainsi que par la base de données cinématographiques IMDb,  présente dans la section « Liens externes ».
La musique du film dont on peut entendre un extrait dans le film Ceux qui m'aiment prendront le train provient de la bande originale du film La Revanche de Freddy composée par Christopher Young.
La scène dans laquelle la famille Walsh se fait attaquer par deux inséparables (love birds) s'échappant de leur cage est une référence évidente au film Les Oiseaux (1963) d'Alfred Hitchcock, où l'intrigue commence par le cadeau qu'apporte Melanie Daniels (Tippi Hedren), deux inséparables, dans une cage similaire.

### Sous-texte homoérotique
Le scénariste David Chaskin a intégré dans son scénario de nombreuses allusions et sous-textes homoérotiques, chose totalement ignorée par le réalisateur Jack Sholder et même par l'acteur gay Mark Patton au moment du tournage. David Chaskin explique avoir voulu donner plus de profondeur aux personnages. Dans le documentaire Never Sleep Again: The Elm Street Legacy (2010), David Chaskin révèle que sur le site Cracked.com a élu le film à la première place du classement des « 5 films d'horreur les plus involontairement gay ».
Par ailleurs, l'acteur Mark Patton s'amusera plus tard en disant qu'il est le « first male scream » en référence aux célèbres Scream Queens du cinéma horrifique, car son personnage est souvent montré en train de crier comme les personnages stéréotypes féminins des films d'horreur.

## Erreur
- Lorsque Lisa Webber trouve le journal intime de Nancy Thompson, elle dit qu elle vient de trouvé le journal intime de Lisa Thompson.